# Мельниченко, Афанасий Кондратьевич
Афанасий Кондратьевич Мельниченко (22 июля 1923, с. Лозоватка, Верхнеднепровский уезд, Екатеринославская губерния, Российская империя — 6 октября 2008, Москва, Российская Федерация) — советский государственный и партийный деятель, министр медицинской промышленности СССР (1975—1985).

## Биография
В 1950 г. заочно Одесский фармацевтический институт по специальности провизор. Кандидат фармацевтических наук.
С 1940 г. — ассистент сельской аптеки, управляющий аптекой.
С 1941 г. — в Советской Армии: командир пулеметного взвода, командир роты, начальник штаба батальона на Брянском и Волховском фронтах.
- 1944—1945 гг. — управляющий Кировоградским,
- 1945—1952 гг. — управляющий Каменец-Подольским областными аптечными управлениями.
- 1952—1959 гг. — начальник отдела аптечной сети, заместитель начальника Главного аптечного управления, секретарь парткома Министерства здравоохранения СССР.
- 1959—1964 гг. — директор Центрального аптечного научно-исследовательского института.
- 1964—1968 гг. — первый секретарь Ленинского райкома КПСС г. Москвы.
- 1968—1970 гг. — заведующий отделом науки и вузов Московского горкома партии.
- 1970—1975 гг. — заместитель председателя Мосгорисполкома.
- 1975—1985 гг. — министр медицинской промышленности СССР. На этом посту добился роста объемов производства в 12—13 %, предприятия отрасли практически полностью удовлетворяли потребность населения страны по основным группам лекарственных препаратов. Были полностью решены вопросы производства субстанций для выпуска готовых лекарственных средств, в том числе реконструированы четыре комбината по производству субстанций антибиотиков, а также аналогичный комбинат был построен в Индии. Также успешно развивалось медицинское приборостроение и медицинская промышленность, ежегодно осваивалось более 100 медицинских приборов и аппаратов на основе передовых технологий, такие как гибкие эндоскопы. Было построено несколько крупных отраслевых предприятий, в том числе, выпускающих микроинструменты, иглы и шприцы однократного применения; налажено производство медицинских систем и комплексов с программным управлением, обеспечивая крупносерийное и массовое производство медицинской продукции.

Депутат Совета Национальностей Верховного Совета СССР 10—11 созывов (1979—1989) от Киргизской ССР. Член ВКП(б) с 1943 г. Член Центральной Ревизионной Комиссии КПСС в 1976—1986 гг.
С декабря 1985 г. — персональный пенсионер союзного значения.
Похоронен в Москве на Троекуровском кладбище.

## Награды и звания
Награждён орденами Октябрьской Революции, Отечественной войны 1-й степени, Трудового Красного Знамени, Красной Звезды, «Знак Почета», чехословацким орденом Дружбы (1983).